# در راه افتخار
در راه افتخار (به انگلیسی: Bound for Glory) فیلمی ۱۴۷ دقیقه‌ای به کارگردانی هال اشبی با بازی دیوید کارادین محصول کشور ایالات متحده آمریکا است.